# Lynn Wilms
Lynn Anke Hannie Wilms (Tegelen, 3 ottobre 2000) è una calciatrice olandese, difensore del Wolfsburg e della nazionale dei Paesi Bassi.

## Carriera

### Club
Lynn Wilms crebbe calcisticamente prima nello Sportclub Irene e poi nel CTO-Zuid, trasferendosi al Twente nel 2018. Wilms ha disputato con il Twente tre stagioni consecutive, nel corso delle quali ha giocato da titolare in difesa sin dalle prime partite in Eredivisie, la massima serie del campionato olandese, e totalizzando 53 presenze e 5 reti in campionato. Col Twente ha vinto l'Eredivisie per due volte, nella stagione 2018-2019 e nella stagione 2020-2021.
Nel marzo 2021 Wilms ha firmato un contratto triennale con la società tedesca del Wolfsburg, trasferendosi in Germania all'avvio della stagione 2021-2022.

### Nazionale
Lynn Wilms ha fatto parte delle selezioni giovanili dei Paesi Bassi, giocando dieci partite con la selezione Under-17 e ventisette con la selezione Under-19, scendendo in campo nelle partite di qualificazione alle fasi finali dei campionati europei di categoria. Con la maglia della selezione Under-17 ha preso parte alla fase finale del campionato europeo 2017, nel quale i Paesi Bassi raggiunsero le semifinali. Nella prima partita della fase a gironi, vinta 3-1 sulla Norvegia, Wilms segnò la rete del vantaggio delle orange. Con la maglia della selezione Under-19 ha preso parte alla fase finale del campionato europeo 2018, nel quale i Paesi Bassi non riuscirono a superare la fase a gironi. Nella prima partita giocata dalle olandesi, vinta 3-1 sull'Italia, Wilms segnò una doppietta in pochi minuti all'inizio della partita, con la seconda rete segnata su calcio di rigore.
Wilms venne convocata nella nazionale maggiore dalla selezionatrice Sarina Wiegman per la prima volta a fine agosto 2019 in sostituzione dell'infortunata Liza van der Most, in vista delle due partite contro Estonia e Turchia, valide per le qualificazioni al campionato europeo 2022. Fece il suo esordio in nazionale il 3 settembre 2019, scendendo in campo al posto di Desiree van Lunteren nei minuti finali della partita vinta per 3-0 sulla Turchia. A febbraio 2020 venne convocata da Wiegman per il Torneo di Francia 2020. Nel corso del torneo francese Wilms scese in campo in due occasioni e segnò la rete del vantaggio dei Paesi Bassi nella partita terminata in parità sul 3-3 contro la Francia.
A metà giugno 2021 Wilms venne inserita nella rosa della nazionale dei Paesi Bassi in vista del torneo femminile dei Giochi della XXXII Olimpiade.

## Statistiche

### Presenze e reti nei club
Aggiornata al 28 maggio 2023.
| Stagione         | Squadra          | Campionato       | Campionato | Campionato | Coppe nazionali | Coppe nazionali | Coppe nazionali | Coppe internazionali | Coppe internazionali | Coppe internazionali | Altre coppe | Altre coppe | Altre coppe | Totale | Totale |
| Stagione         | Squadra          | Comp             | Pres       | Reti       | Comp            | Pres            | Reti            | Comp                 | Pres                 | Reti                 | Comp        | Pres        | Reti        | Pres   | Reti   |
| ---------------- | ---------------- | ---------------- | ---------- | ---------- | --------------- | --------------- | --------------- | -------------------- | -------------------- | -------------------- | ----------- | ----------- | ----------- | ------ | ------ |
| 2018-2019        | Twente           | E                | 24         | 2          | CO              | ?               | ?               | -                    | -                    | -                    | -           | -           | -           | 24+    | 2+     |
| 2019-2020        | Twente           | E                | 12         | 2          | CO              | ?               | ?               | WCL                  | 6                    | 0                    | EC          | ?           | ?           | 18+    | 2+     |
| 2020-2021        | Twente           | E                | 17         | 1          | CO              | 1               | 1               | -                    | -                    | -                    | EC          | 4           | 1           | 22     | 3      |
| Totale Twente    | Totale Twente    | Totale Twente    | 53         | 5          |                 | 1+              | 1+              |                      | 6                    | 0                    |             | 4+          | 1+          | 64+    | 7+     |
| 2021-2022        | Wolfsburg        | FB               | 11         | 0          | CG              | 3               | 0               | WCL                  | 3                    | 0                    | -           | -           | -           | 17     | 0      |
| 2022-2023        | Wolfsburg        | FB               | 18         | 0          | CG              | 5               | 1               | WCL                  | 9                    | 0                    | -           | -           | -           | 32     | 1      |
| Totale Wolfsburg | Totale Wolfsburg | Totale Wolfsburg | 29         | 0          |                 | 8               | 1               |                      | 12                   | 0                    |             | -           | -           | 49     | 1      |
| Totale carriera  | Totale carriera  | Totale carriera  | 82         | 5          |                 | 9+              | 2+              |                      | 18                   | 0                    |             | 4+          | 1+          | 113+   | 8+     |

### Cronologia presenze e reti in nazionale
| Cronologia completa delle presenze e delle reti in nazionale ― Paesi Bassi | Cronologia completa delle presenze e delle reti in nazionale ― Paesi Bassi | Cronologia completa delle presenze e delle reti in nazionale ― Paesi Bassi | Cronologia completa delle presenze e delle reti in nazionale ― Paesi Bassi | Cronologia completa delle presenze e delle reti in nazionale ― Paesi Bassi | Cronologia completa delle presenze e delle reti in nazionale ― Paesi Bassi | Cronologia completa delle presenze e delle reti in nazionale ― Paesi Bassi | Cronologia completa delle presenze e delle reti in nazionale ― Paesi Bassi |
| Data                                                                       | Città                                                                      | In casa                                                                    | Risultato                                                                  | Ospiti                                                                     | Competizione                                                               | Reti                                                                       | Note                                                                       |
| -------------------------------------------------------------------------- | -------------------------------------------------------------------------- | -------------------------------------------------------------------------- | -------------------------------------------------------------------------- | -------------------------------------------------------------------------- | -------------------------------------------------------------------------- | -------------------------------------------------------------------------- | -------------------------------------------------------------------------- |
| 3-9-2019                                                                   | Heerenveen                                                                 | Paesi Bassi                                                                | 3 – 0                                                                      | Turchia                                                                    | Qual. Euro 2022                                                            | -                                                                          | 84’                                                                        |
| 4-3-2020                                                                   | Valenciennes                                                               | Paesi Bassi                                                                | 0 – 0                                                                      | Brasile                                                                    | Torneo di Francia                                                          | -                                                                          | 84’                                                                        |
| 10-3-2020                                                                  | Valenciennes                                                               | Francia                                                                    | 3 – 3                                                                      | Paesi Bassi                                                                | Torneo di Francia                                                          | 1                                                                          |                                                                            |
| 18-9-2020                                                                  | Mosca                                                                      | Russia                                                                     | 0 – 1                                                                      | Paesi Bassi                                                                | Qual. Euro 2022                                                            | -                                                                          | 82’                                                                        |
| 23-10-2020                                                                 | Groninga                                                                   | Paesi Bassi                                                                | 7 – 0                                                                      | Estonia                                                                    | Qual. Euro 2022                                                            | -                                                                          | 75’                                                                        |
| 27-10-2020                                                                 | Pristina                                                                   | Kosovo                                                                     | 0 – 6                                                                      | Paesi Bassi                                                                | Qual. Euro 2022                                                            | -                                                                          | 60’                                                                        |
| 27-11-2020                                                                 | Breda                                                                      | Paesi Bassi                                                                | 0 – 2                                                                      | Stati Uniti                                                                | Amichevole                                                                 | -                                                                          |                                                                            |
| 1-12-2020                                                                  | Breda                                                                      | Paesi Bassi                                                                | 6 – 0                                                                      | Kosovo                                                                     | Qual. Euro 2022                                                            | -                                                                          | 63’                                                                        |
| 18-2-2021                                                                  | Bruxelles                                                                  | Belgio                                                                     | 1 – 6                                                                      | Paesi Bassi                                                                | Amichevole                                                                 | -                                                                          | 64’                                                                        |
| 24-2-2021                                                                  | Venlo                                                                      | Paesi Bassi                                                                | 2 – 1                                                                      | Germania                                                                   | Amichevole                                                                 | -                                                                          |                                                                            |
| 10-6-2021                                                                  | Ferrara                                                                    | Italia                                                                     | 1 – 0                                                                      | Paesi Bassi                                                                | Amichevole                                                                 | -                                                                          | 60’                                                                        |
| 15-6-2021                                                                  | Enschede                                                                   | Paesi Bassi                                                                | 7 – 0                                                                      | Norvegia                                                                   | Amichevole                                                                 | -                                                                          | 74’                                                                        |
| 21-7-2021                                                                  | Rifu                                                                       | Zambia                                                                     | 3 – 10                                                                     | Paesi Bassi                                                                | Olimpiadi 2020 - Fase a gironi                                             | -                                                                          | 60’                                                                        |
| 24-7-2021                                                                  | Rifu                                                                       | Paesi Bassi                                                                | 3 – 3                                                                      | Brasile                                                                    | Olimpiadi 2020 - Fase a gironi                                             | -                                                                          |                                                                            |
| 27-7-2021                                                                  | Yokohama                                                                   | Paesi Bassi                                                                | 8 – 2                                                                      | Cina                                                                       | Olimpiadi 2020 - Fase a gironi                                             | -                                                                          | 45’                                                                        |
| 30-7-2021                                                                  | Yokohama                                                                   | Paesi Bassi                                                                | 2 – 2 dts (2 - 4 dtr)                                                      | Stati Uniti                                                                | Olimpiadi 2020 - Quarti di finale                                          | -                                                                          |                                                                            |
| 8-4-2022                                                                   | Groninga                                                                   | Paesi Bassi                                                                | 12 – 0                                                                     | Cipro                                                                      | Qual. Mondiali 2023                                                        | -                                                                          | 83’                                                                        |
| 12-4-2022                                                                  | L'Aia                                                                      | Paesi Bassi                                                                | 5 – 1                                                                      | Sudafrica                                                                  | Amichevole                                                                 | -                                                                          | 80’                                                                        |
| 24-6-2022                                                                  | Leeds                                                                      | Inghilterra                                                                | 5 – 1                                                                      | Paesi Bassi                                                                | Amichevole                                                                 | -                                                                          | 81’                                                                        |
| 28-6-2022                                                                  | Groninga                                                                   | Paesi Bassi                                                                | 3 – 0                                                                      | Bielorussia                                                                | Qual. Mondiali 2023                                                        | -                                                                          | 73’                                                                        |
| 2-7-2022                                                                   | Enschede                                                                   | Paesi Bassi                                                                | 2 – 0                                                                      | Finlandia                                                                  | Amichevole                                                                 | -                                                                          | 46’                                                                        |
| 9-7-2022                                                                   | Sheffield                                                                  | Paesi Bassi                                                                | 1 – 1                                                                      | Svezia                                                                     | Euro 2022 - Fase a gironi                                                  | -                                                                          |                                                                            |
| 13-7-2022                                                                  | Leigh                                                                      | Paesi Bassi                                                                | 3 – 2                                                                      | Portogallo                                                                 | Euro 2022 - Fase a gironi                                                  | -                                                                          |                                                                            |
| 17-7-2022                                                                  | Sheffield                                                                  | Svizzera                                                                   | 1 – 4                                                                      | Paesi Bassi                                                                | Euro 2022 - Fase a gironi                                                  | -                                                                          |                                                                            |
| 23-7-2022                                                                  | Rotherham                                                                  | Francia                                                                    | 1 – 0 dts                                                                  | Paesi Bassi                                                                | Euro 2022 - Quarti di finale                                               | -                                                                          | 115’                                                                       |
| 2-9-2022                                                                   | Zwolle                                                                     | Paesi Bassi                                                                | 2 – 1                                                                      | Scozia                                                                     | Amichevole                                                                 | -                                                                          |                                                                            |
| 6-9-2022                                                                   | Utrecht                                                                    | Paesi Bassi                                                                | 1 – 0                                                                      | Islanda                                                                    | Qual. Mondiali 2023                                                        | -                                                                          |                                                                            |
| 11-10-2022                                                                 | L'Aia                                                                      | Paesi Bassi                                                                | 0 – 2                                                                      | Norvegia                                                                   | Amichevole                                                                 | -                                                                          | 69’                                                                        |
| 11-11-2022                                                                 | Utrecht                                                                    | Paesi Bassi                                                                | 4 – 0                                                                      | Costa Rica                                                                 | Amichevole                                                                 | -                                                                          | 46’                                                                        |
| 15-11-2022                                                                 | Zwolle                                                                     | Paesi Bassi                                                                | 2 – 0                                                                      | Danimarca                                                                  | Amichevole                                                                 | -                                                                          | 78’                                                                        |
| 17-2-2023                                                                  | Paola                                                                      | Paesi Bassi                                                                | 1 – 2                                                                      | Austria                                                                    | Amichevole                                                                 | -                                                                          | 60’                                                                        |
| 21-2-2023                                                                  | Paola                                                                      | Austria                                                                    | 0 – 4                                                                      | Paesi Bassi                                                                | Amichevole                                                                 | -                                                                          | 79’                                                                        |
| 7-4-2023                                                                   | Sittard                                                                    | Paesi Bassi                                                                | 0 – 1                                                                      | Germania                                                                   | Amichevole                                                                 | -                                                                          | 75’                                                                        |
| 11-4-2023                                                                  | Rotterdam                                                                  | Paesi Bassi                                                                | 4 – 1                                                                      | Polonia                                                                    | Amichevole                                                                 | -                                                                          | 66’                                                                        |
| 6-8-2023                                                                   | Sydney                                                                     | Paesi Bassi                                                                | 2 – 0                                                                      | Sudafrica                                                                  | Mondiali 2023 - Ottavi di finale                                           | -                                                                          | 88’                                                                        |
| 11-8-2023                                                                  | Wellington                                                                 | Spagna                                                                     | 2 – 1 dts                                                                  | Paesi Bassi                                                                | Mondiali 2023 - Quarti di finale                                           | -                                                                          | 61’                                                                        |
| Totale                                                                     |                                                                            | Presenze                                                                   | 36                                                                         |                                                                            | Reti                                                                       | 1                                                                          |                                                                            |

## Palmarès

### Club
- Campionato olandese: 2

Twente: 2018-2019, 2020-2021
- Eredivisie Cup femminile: 1

Twente: 2019-2020
- Campionato tedesco: 1

Wolfsburg: 2021-2022
- Coppa di Germania: 2

Wolfsburg: 2021-2022, 2022-2023